# Robert Saulger
Robert Saulger (Paris 3 juillet 1637 - Naxos 14 septembre 1709) était un prêtre jésuite missionnaire en Grèce.

## Biographie
Il fut admis dans la Compagnie de Jésus le 9 octobre 1657. Il demanda à être envoyé comme missionnaire en Grèce. Il devint Supérieur du monastère jésuite de Naxos. Ami personnel du confesseur de Louis XIV, le Père La Chaise, il usa de cette influence pour pousser le souverain français à la croisade, en vain.
Il est surtout connu pour son Histoire nouvelle des Ducs et autres Souverains de l'Archipel qui fut longtemps une des seules sources sur l'histoire du Duché de Naxos.

## Œuvres
- Principes de la vie spirituelle pour l'instruction de la jeunesse, divisée en quatre parties, ...
- Principes de la langue latine., 1689.
- Élégances de la langue latine pour l'ornement du discours.
- Principes de grammaire., 1699
- Histoire nouvelle des Ducs et autres Souverains de l'Archipel ; avec les descriptions des principales îles, et des choses remarquables qui s'y voient encore aujourd'hui..., 1698.